# عبد الرحمن بافقيه
عبد الرحمن بافقيه (1323 - 1392 هـ) سياسي وتاجر وقائد اجتماعي من ولاية كيرلا الهندية. كان أحد القادة المؤسسين لرابطة مسلمي الاتحاد الهندي وزعيم جمعية العلماء لعموم كيرلا. وكانت له إسهامات في نشر الوعي الديني وحشد التمويلات الهائلة في سبيل بناء المدارس والمساجد وتطوير الكتاتيب، وحتى الآن ترى في مليبار مساجد ومدارس وكليات تحمل اسمه تخليدا لخدماته وتقديرا لإسهاماته.

## نسبه
عبد الرحمن بن عبد القادر بن محمد بن عبد الله بن أحمد بن هاشم بن أحمد بن شيخ بن عبد الله بن علي بن محمد بن علي بن أحمد بن عبد الله بافقيه بن محمد مولى عيديد بن علي صاحب الحوطة بن محمد بن عبد الله بن الفقيه أحمد بن عبد الرحمن بن علوي عم الفقيه المقدم بن محمد صاحب مرباط بن علي خالع قسم بن علوي بن محمد بن علوي بن عبيد الله بن أحمد المهاجر بن عيسى بن محمد النقيب بن علي العريضي بن جعفر الصادق بن محمد الباقر بن علي زين العابدين بن الحسين السبط بن علي بن أبي طالب، وعلي زوج فاطمة بنت محمد ﷺ.
فهو الحفيد 35 لرسول الله محمد ﷺ في سلسلة نسبه.

## مولده ونشأته
ولد في كويلاندي بولاية كيرلا غرب الهند في الخامس والعشرين من شهر ذي الحجة سنة 1323 هـ الموافق للتاسع عشر من فبراير عام 1906 م. وبدأ دراسته الدينية عند كتيامو مسليار في بلنكوت بقرب فناني، وبعد أن توفي كوتيامو مسليار واصل دراسته تحت نجله محمد مسليار. وبعد أن حصل على قسط من العلوم الشرعية سرعان ما توجه إلى التجارة متقفيا آثار أبيه، حيث كان والده تاجرًا ثريًا ولديه علاقات تجارية مع دول مختلفة.

## أعماله
في سنة 1924 م بدأ تجارة النارجيل المجفف واتخذ كاليكوت مقرا لأعماله التجارية، ثم توجه إلى تجارة الأرز وفتح محلات في مناطق مختلفة في مليبار، وفي سنة 1949 م فتح شركة بافقيه في رانغون ببورما لتصبح فيما بعد من أهم شركات الإيراد والتصدير في جنوب آسيا.
وكان له حضور فاعل في بناء المؤسسات العلمية في ديار مليبار مثل: كلية فاروق، وكلية تيرور بوليتكنيك، والجامعة النورية، وكلية سر سيد. وكان القوة العاملة وراء تأسيس مركز معونة الإسلام سبها الذي أصبح فيما بعد مركز الدعوة الإسلامية ونشر التعاليم الدينية للذين يهتدون إلى كنف الإسلام، ولم تتوقف خدمته عند هذا فقط بل كان الداعم الأكبر لتأسيس مراكز لرعاية الأيتام والملهوفين.
وقد أدى فريضة الحج 22 مرة، وكان يساعد الوافدين من مليبار لأداء الحج ويرتب لهم المرافق والتسهيلات الأخرى حتى أنه قدم أمام الملك فيصل المشاكل التي يواجهها الحجاج، وكان له شعبية كبيرة في مكة والمدينة وسمعة طيبة لدى كبار الشخصيات في المملكة، وكانوا يقدمون له الدعوة للحضور في مناسبات الأفراح وغيرها.

## حياته السياسية
وفي سنة 1936 م خاض في خضم السياسة بقيادة حملة انتخابية لصالح قريبه آتكويا، وكان منافسه وقتها بي بوكر [الإنجليزية] ممثل رابطة مسلمي عموم الهند. وقد خسرت رابطة المسلمين في تلك الانتخابات نتيجة النفوذ الواسع لعبد الرحمن بافقيه بين مسلمي مابيلا، وأصبحت هذه الانتخابات منعطفا مهما في مسيرته ليغير مجرى حياته ومسار فكره حتى دخل خيمة رابطة المسلمين سنة 1938 م. وفي سنة 1947 م انتخب رئيسا لها لتتسع دائرة الرابطة في عموم مليبار ولينضم مسلمو مابيلا جميعا في الرابطة. وعرف باسم «قائد القوم». وفي عام 1952 م انتخب رئيسا لجمعية تجار المنتجات في مليبار، وفي نفس السنة تم ترشيحه عضوا في مجلس مديرية كاليكوت. وفي عام 1972 م بعد أن توفي القائد محمد إسماعيل [الإنجليزية] انتخب رئيسا للرابطة الإسلامية الهندية.
وكان الرجل القوي في أواخر الخمسينيات حين انتفضت مليبار ضد الحكومة الشيوعية وانتفضت معها الأحزاب المعارضة للإطاحة بالحكومة احتجاجا على قراراتها في قطاعات الاقتصاد والتعليم حتى سقطت الحكومة لتشكل الأحزاب المعارضة تحت قيادة المؤتمر الوطني ومعها رابطة المسلمين حكومة أخرى. لكن بسبب الاختلافات التي نشبت بين رابطة المسلمين والمؤتمر الوطني لم تدم العلاقة بينهما فانسحبت رابطة المسلمين من الجبهة لتنضم بعد ذلك مع جبهة إي أم أس [الإنجليزية] زعيم الأحزاب اليسارية، ثم ومن بعدها انضمت مع سي أتشوتا [الإنجليزية] لتظل كل الجبهات تتأرجح في كفة الحزب الإسلامي. وقتها كانت الجبهات السياسية بين يمينها ويسارها تتنافس لكسب دعم الحزب الإسلامي لإدراكها مدى نفوذها وتأثيرها في المسلمين. فكرجل ديني سعى عبد الرحمن بافقيه لنهضة الأمة المسلمة بكل ما في وسعه، وكان الداعم الأكبر والذراع اليمنى لجمعية العلماء لعموم كيرلا [الإنجليزية] التي تبنت فكرتها من التقاليد الإسلامية واهتمت بحماية التراث وتجديده وفق الثوابت والقواعد، وكان له الكلمة الرئيسية في جلسات أعضاء المشاورة التي تنتمي إلى جمعية العلماء، وأحيانا تنعقد جلسات رابطة المسلمين وجمعية العلماء في مستودعات بافقيه بكويلاندي.

## ذريته
تزوج خلال حياته خمس زوجات أنجبن له عددا من الأولاد هم: حامد، وعبد القادر، ومحمد الأكبر، وحسين، وزين العابدين، وأبو بكر الأكبر، وشريفة، وأم كلثوم، ومحمد الأصغر، ورقية، وعبد الله، وفاطمة، وأحمد، وإبراهيم، وعلي، وحمزة الأكبر، وأبو بكر الأصغر، وعمر الأكبر، وحسن، ومريم، وخديجة، وحمزة الأصغر، عمر الأصغر، ونفيسة.

## وفاته
وفي يوم الجمعة الرابع عشر من شهر ذي الحجة سنة 1392 هـ الموافق للتاسع عشر من يناير عام 1973 م توفي بعد أدائه لفريضة الحج ودفن في مقبرة المعلاة بمكة المكرمة، وتجمع عدد كبير في الحرم الشريف حدادا على رحيله.

### استشهادات
1. ↑  النمر، عبد المنعم (1981). تاريخ الإسلام في الهند (PDF). بيروت، لبنان: المؤسسة الجامعية. ص. 98. مؤرشف من الأصل (PDF) في 2022-12-10.
2. ↑  "About us". SARBTM Govt. College Koyilandy. مؤرشف من الأصل في 2022-01-07.
3. 1 2  "BAFAKHY THANGAL TRUST". مؤرشف من الأصل في 2021-12-21.
4. 1 2 3  الهدوي، صبغة الله. "السيد عبد الرحمن بافقيه القائد والمرشد". النهضة. مؤرشف من الأصل في 2021-10-20.